# Tupiza Airport
Tupiza Airport är en flygplats i Bolivia.   Den ligger i departementet Potosí, i den södra delen av landet, 260 km söder om huvudstaden Sucre. Tupiza Airport ligger 3 470 meter över havet.
Terrängen runt Tupiza Airport är kuperad åt sydväst, men åt nordost är den platt. Närmaste större samhälle är Tupiza, 15,9 km sydväst om Tupiza Airport.
Omgivningarna runt Tupiza Airport är i huvudsak ett öppet busklandskap. Runt Tupiza Airport är det mycket glesbefolkat, med 5 invånare per kvadratkilometer.